# Дъждовен дракон
Дъждовен дракон (на английски: Judge Dee at Work) е сборник с разкази на холандския писател Роберт ван Хюлик, с главен герой съдията Ди, китайски магистрат, живял през VІІ век, по време на управлението на династията Тан. Сборникът е издаден през 1967 г. от британското издателство „Heinemann“.

## Разкази
Сборникът включва 8 разказа с разследвания на съдията Ди:
- Пет символични спирали – случай от 663 г., когато съдията Ди е магистрат в Бънлай;
- Червената лента – случай от 663 г., когато съдията Ди е магистрат в Бънлай;
- Той идваше с дъжда – случай от 663 г., когато съдията Ди е магистрат в Бънлай;
- Убийство край лотосовото езеро – случай от 666 г., когато съдията Ди е магистрат в Ханюан;
- Двамата просяци – случай от 668 г., когато съдията Ди е магистрат в Пуян;
- Фалшивият меч – случай от 668 г., когато съдията Ди е магистрат в Пуян;
- Свещените саркофази – случай от 670 г., когато съдията Ди е магистрат в Ланфан; и
- Убийство в новогодишната нощ – случай от 670 г., когато съдията Ди е магистрат в Ланфан.

## Издания на български език
На български език романът е издаден за първи път през 1997 г. от издателство „Труд“, ISBN:	9545280727, с меки корици, 240 с., кн.3 от поредица „Китайски загадки“, в превод на Явор Въжаров.
През 2004 г. е издаден повторно от същото издателство, като част от сборника „Китайски загадки, том І“, ISBN 954-528-430-7, с твърди корици, 670 с., кн.14 от поредицата „Селекция 500“.